# Chrysogorgia squamata
Chrysogorgia squamata is een zachte koraalsoort uit de familie Chrysogorgiidae. De koraalsoort komt uit het geslacht Chrysogorgia. Chrysogorgia squamata werd in 1883 voor het eerst wetenschappelijk beschreven door Verrill.